# Ana Isabel Alonso
Ana Isabel Alonso Nieto (Villaherreros, 16 augustus 1963) is een Spaanse voormalige langeafstandsloopster. Ze was van 1995 tot 2022 nationaal recordhoudster op de marathon met een tijd van 2:26.51. Ze was zevenmaal Spaans kampioene veldlopen, viermaal Spaans kampioene op de 10.000 m en nam eenmaal deel aan de Olympische Spelen.

## Loopbaan
Alonso won in 1997 de marathon van Barcelona. Een jaar later won ze deze wedstrijd opnieuw in een parcoursrecord dat nog niet is verbroken (mei 2007).
In 2000 werd ze 30e op de olympische marathon in Seoel. Dat jaar won ze de marathon van Rotterdam.

## Titels
- Spaans kampioene 3000 m - 1983, 1987
- Spaans kampioene 5000 m - 1984
- Spaans kampioene 10.000 m - 1985, 1988, 1991, 1994
- Spaans kampioene halve marathon - 1999
- Spaans kampioene marathon - 1992, 1994
- Spaans kampioene veldlopen (lange afstand) - 1984, 1985, 1987, 1988, 1989, 1990, 1999

## Persoonlijke records
Baan
| Onderdeel | Prestatie | Datum            | Plaats  |
| --------- | --------- | ---------------- | ------- |
| 3000 m    | 9.02,63   | 28 augustus 1988 | Koblenz |
| 5000 m    | 15.55,53  | 19 juli 1987     | Hengelo |
| 10.000 m  | 32.28,7   | 29 juli 1988     | Vigo    |

Weg
| Onderdeel      | Prestatie       | Datum           | Plaats        |
| -------------- | --------------- | --------------- | ------------- |
| halve marathon | 1:10.43         | 1 oktober 1995  | Belfort       |
| 30 km          | 1:44.00 (ex-NR) | 15 oktober 1995 | San Sebastian |
| marathon       | 2:26.51 (ex-NR) | 15 oktober 1995 | San Sebastian |

## Palmares

### 10.000 m
- 1987: 19e WK - 33.20,65

### halve marathon
- 1992: 45e WK in South Shields - 1:13.39
- 1995: 7e WK in Belfort - 1:10.43
- 1999: 15e WK in Palermo - 1:11.38

### marathon
- 1992:  marathon van San Sebastián - 2:35.34
- 1993: 17e WK - 2:42.53
- 1994: 18e EK - 2:40.20
- 1994:  marathon van Sevilla - 2:33.18
- 1994:  marathon van San Sebastián - 2:33.43
- 1995:  marathon van San Sebastián - 2:26.51
- 1996: 52e OS - 2:44.38
- 1997:  marathon van Barcelona - 2:30.06
- 1998:  marathon van Barcelona - 2:30.05
- 1999:  marathon van Rotterdam - 2:29.54
- 1999: 15e WK - 2:31.38
- 2000:  marathon van Rotterdam - 2:30.21
- 2000: 30e OS - 2:36.45

### veldlopen (lange afstand)
- 1982: 73e WK - 16.06
- 1983: 57e WK - 14.50
- 1984: 91e WK - 17.56
- 1985: 32e WK - 16.05
- 1987: 38e WK - 17.47
- 1988: 54e WK - 20.30
- 1990: 74e WK - 20.44
- 1997: 8e EK - 18.15
- 1999: 41e WK - 30.11

## Foto's

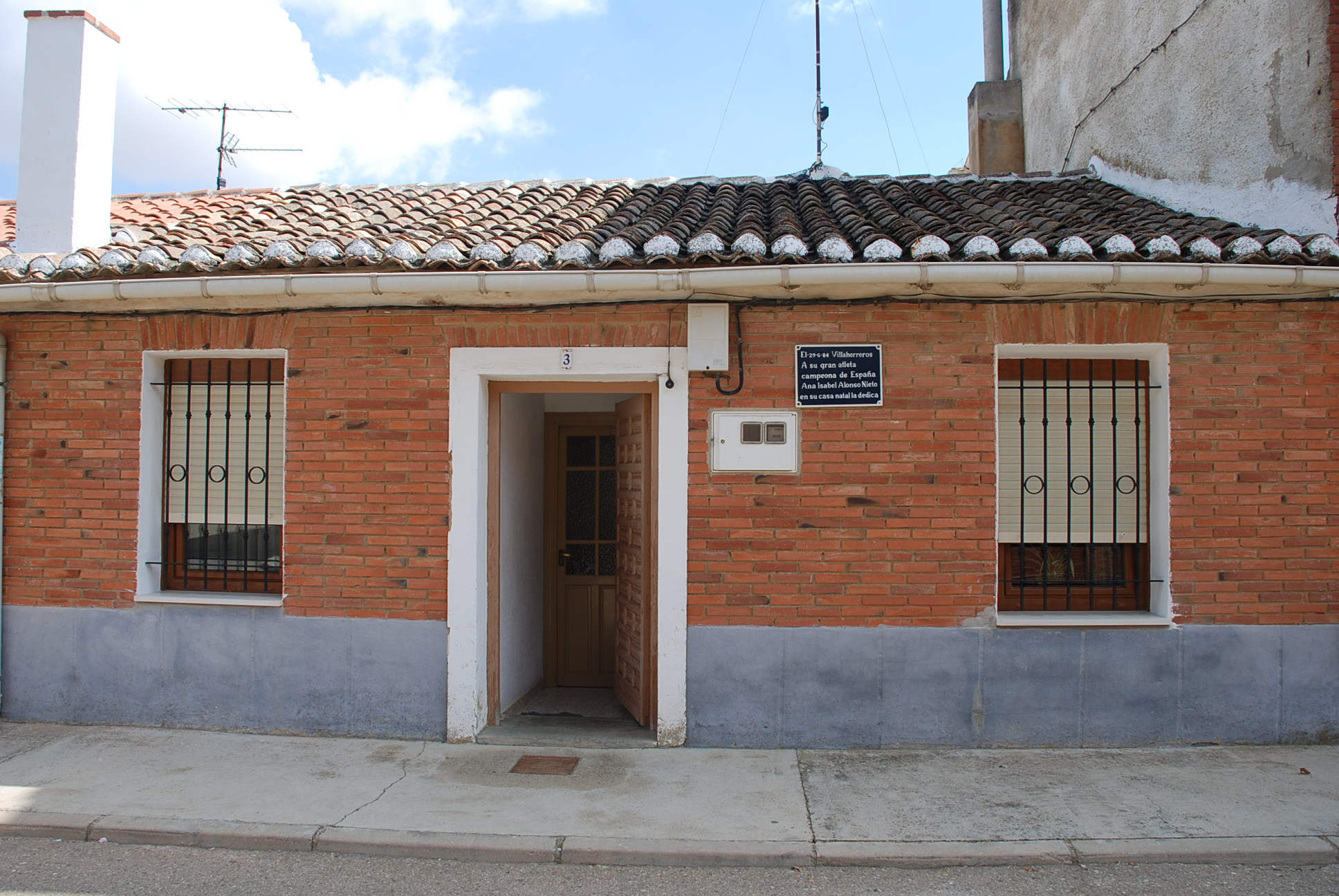
Geboortehuis van atlete in Villaherreros
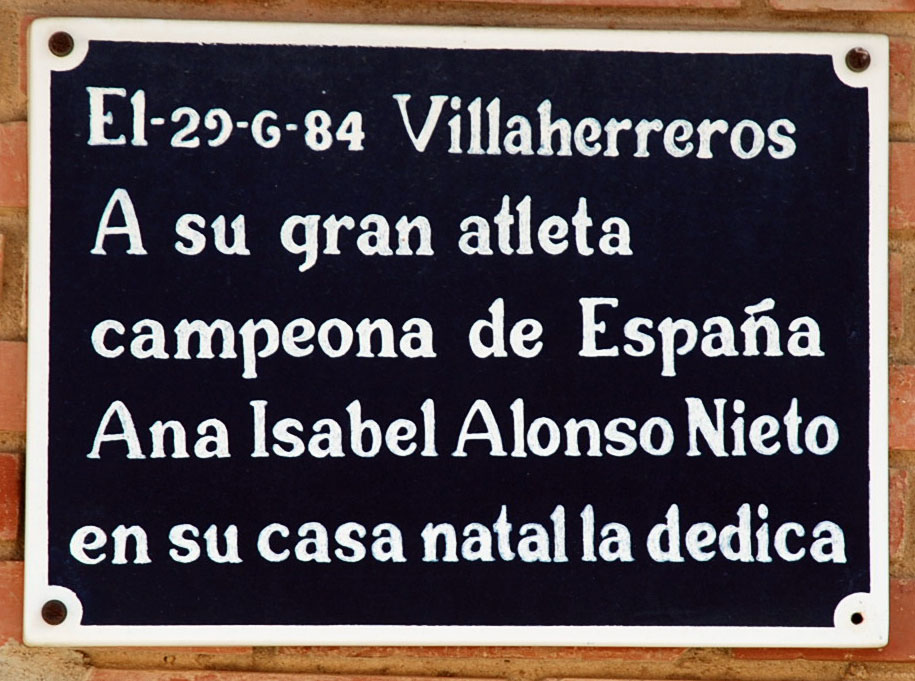
Bordje op huis